# Ginette Rolland
Pour les articles homonymes, voir Rolland.
Ginette Rolland est une actrice française née le 4 avril 1932 à Mailly-le-Camp et morte le 16 juin 2024 à Jœuf.

## Filmographie
- 1957 : Pas de grisbi pour Ricardo de Henri Lepage
- 1957 : C'est une fille de Paname de Henri Lepage
- 1958 : Le Souffle du désir de Henri Lepage
- 1962 : La Fille du torrent de Hans Herwig
- 1962 : Le Scorpion de Serge Hanin
- 1970 : Dossier prostitution de Jean-Claude Roy